# 소년중앙
《소년중앙》은 한국의 중앙일보사에서 1969년 1월에 창간하여 1994년 9월에 폐간하기 전까지 매달 발행한 어린이 잡지로, 《어깨동무》, 《새소년》과 트로이카를 이루었는데 1993년 8월호를 끝으로 잠정 휴간을 맞으면서 만화부록이 없어졌으며 같은 해 11월호부터 부록 만화잡지를 제외한 교양지로 부활되기도 했다.

## 창간 및 폐간

### 창간
- 발행인 : 홍진기

- 창간사[2]

이번에 중앙일보사에서는 새로 어린이의 교양과 오락을 위한 월간 잡지 '소년중앙'을 내놓게 되었습니다. 최남선 선생이 우리 나라에서는 최초로 소년 잡지를 창간하신 지 꼭 60년이 됩니다. 그 후 수많은 아동 잡지가 나왔지만 정말로 어린이에게 거름이 되고 새시대의 기수로 키워줄 만한 잡지는 드물었습니다.
'소년중앙'은 풍부하고도 알찬 내용과 참신한 체재로 어린이들이 재미있게 읽어 나가는 가운데 교양을 넓힐 수 있도록 꾸며 나가겠습니다. 그리하여 참으로 어린이를 위한 꿈과 지식과 웃음의 샘터가 되기를 기약하겠습니다.
우리 '소년중앙'과 함께 힘차게, 슬기롭게, 명랑하게 자라나는 어린이들의 우렁찬 대합창이 온누리에 퍼져 나가도록 힘써 나갑시다. 그리고 밝은 내일의 새 아침이 오기를 기다립시다.
1969년 1월 중앙일보사 사장 홍진기

## 연혁
- 1969년 1월 : 창간(당시 200원) 발행인 홍진기
- 1974년 1월 : 창간 5주년(통권 61)
- 1977년 4월 : 통권 100호
- 1979년 1월 : 창간 10주년(통권 121)
- 1984년 1월 : 창간 15주년(통권 181)
- 1985년 8월 : 통권 200
- 1987년 9월 : 표지 제목 '소년中央'에서 '소년중앙'으로 변경(통권 225)
- 1989년 1월 : 창간 20주년(통권 241)
- 1993년 8월 : 통권 296호
- 1993년 9~10월 : 공백기(297~298)
- 1993년 11월 : 복간(통권 299)
- 1993년 12월 : 통권 300
- 1994년 1월 : 창간 25주년(통권 301)
- 1994년 9월 : 통권 309호를 끝으로 폐간(당시 4,000원)

### 폐간
- 발행인 : 홍석현
- 통권 : 309호

1993년 8월호를 끝으로 잠정 휴간을 맞으면서 만화부록이 없어졌고 같은 해 11월호부터 부록 만화잡지를 제외한 교양지로 부활됐으며 1994년 9월호에서 휴간을 발표한다. 한동안 나오지 않다가 2013년 Weekly 소년중앙이라는 이름으로 부활한다.
폐간 당시엔 종합교양지의 형태에
이향원의 '삽살개 회오리'
이보배의 '꽃별이의 비밀일기' 이들 2편의 만화를 연재하고 있었다.

## 내용
《소년중앙》은 봉투에 담아 판매되었고, 본책과 유아를 대상으로 하는 《어린이중앙》, 별책부록, 특별부록으로 구성되었다. 
본책 앞쪽에는 컬러 화보가, 각종 읽을 거리의 중간에 연재 만화가 들어가며, 몇몇 만화는 별책 부록으로 발행하였다. 
표지 제목은 ‘소년中央’으로 한글하고 한자를 섞어 표시하다가 1987년 9월부터 한글로 바뀌었다.

### 연재되었던 만화
- 강철수 - 《내일뉴스》
- 고우영 - 《거북바위》
- 고 은 - 《아기도깨비 몽몽》
- 고행석 - 《스포츠가족》
- 길창덕 - 《꺼벙이》, 《쭉쟁이》,《멀건이》,《꾀돌이의 일기》,《빵점도사》,《코메디 홍길동》《크라운 철(광고만화)》,《미풍이(광고만화)》
- 김동화 - 《시리우스》
- 김삼 - 《옛날+옛적》,《로봇 삼국지》
- 김성환 - 《소년 수호지》
- 김소중 - 《달려라 태풍》
- 김영하 - 《요괴헌터》
- 김우영 - 《스페인의 거성》,《스타워스》,《이상한 아이 마노》
- 김철호 - 《황금캡슐》
- 노석규 - 《뽀야네 집》
- 박수동 - 《번데기야구단》,《꼬마 홍길동》
- 방학기 - 《다모 남순이》
- 신동우 - 《소년 박문수》,《진주군과 마미양(광고만화)》
- 신문수 - 《로봇찌빠》, 《호랑호야》
- 신 영 - 《꿈꾸는 무지개》,《채림이》
- 윤승운 - 《철렁이》
- 이두호 - 《바람처럼 번개처럼》, 《투명인간》, 《600만불의 사나이》,《무지개 행진곡》,《날고싶은 물새들》,《벤허》,《타이거마스크》,《축구소년 까목이》,《폭풍의 그라운드》,《산넘고 물건너》, 《산길》, 《날아라 개똥벌레》
- 이만수 - 《드래곤 세븐》
- 이보배 - 《꽃별이의 비밀일기》
- 이상무 - 《비둘기합창단》, 《우정의 마운드》, 《달려라 꼴찌》, 《독고탁의 전성시대》, 《흙바람》, 《막내오빠》, 《별의 아들》
- 이성규 - 《우주선 번개호》
- 이소림 - 《칠보도령》,《모험왕 곰치》
- 이우정 - 《모돌이탐정》, 《야구왕》, 《돌아온 맹타석》,《갈기없는 검은 사자》,《여탐정 장미》,《꼰두쇠 팔보》,《용용 용뿔이》,《돌아온 용뿔이》, 《비밀경호원 탕》
- 이인혜 - 《리본기사》,《알프스의 소녀 하이디》
- 이 정 - 《날으는 원더우먼》
- 이진주 - 《8동 808호 맹순이》, 《슈퍼마켓 맹순이》, 《미스감초 맹순이》
- 이향원 - 《이겨라 벤》, 《파이터 고수머리》, 《삽살개 회오리》,《나는 차돌》,《이겨라 무쇠》,《사부》
- 이희제 - 《아홉살 인생》
- 조원행 - 《검은전사의 신화》
- 정영숙 - 《키다리 아저씨》,《울지 않는 수잔나》,《무지개의 천사》,《행복의 반지 스카랍》,《사과나무 아래서》
- 정운경 - 《차돌바둑이》,《도토리 행진곡》,《진진돌이》,《태백산의 소녀》
- 지성훈 - 《구슬동자》
- 최덕규 - 《리틀 야구왕》
- 한마음 - 《나비소녀》
- 한상수 - 《해바라기소녀》
- 황수진 - 《물망초》,《내일로 뛰어라》,《머나먼 무지개》,《아마존의 신비》
- 한재규 - 《그라운드의 마술사 쑈리 박》
- 허영만 - 《따따뚜뚜》

## 같이 보기
- 새소년
- 어깨동무
- 보물섬
- 소년생활
- 새소년 클로버문고
- 생각쟁이